# Brandov
Brandov (en allemand : Brandau) est une commune du district de Most, dans la région d'Ústí nad Labem, en République tchèque. Sa population s'élevait à 272 habitants en 2021.

## Géographie
Brandov se trouve à la frontière allemande, à 23 km au nord-ouest de Most, à 47 km à l'ouest d'Ústí nad Labem et à 97 km au nord-ouest de Prague.
La commune est limitée par l'Allemagne nord-ouest et au nord-est, par Hora Svaté Kateřiny au sud-est et par Kalek au sud-ouest.

## Histoire
La première mention écrite de Brandov remonte à 1549. Son origine est liée à l'exploitation minière dans les monts Métallifères.

## Galerie

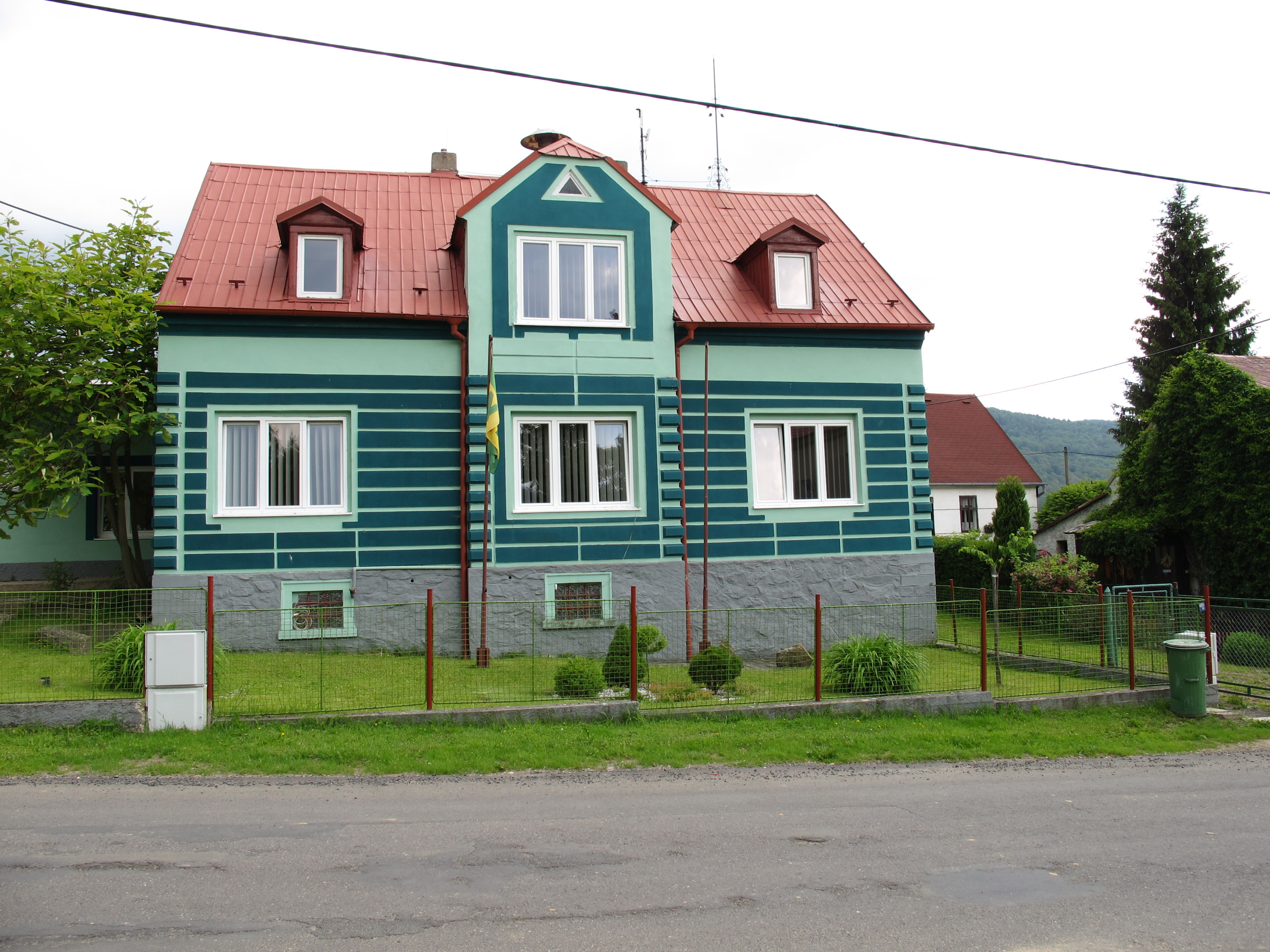
Brandov : la mairie.
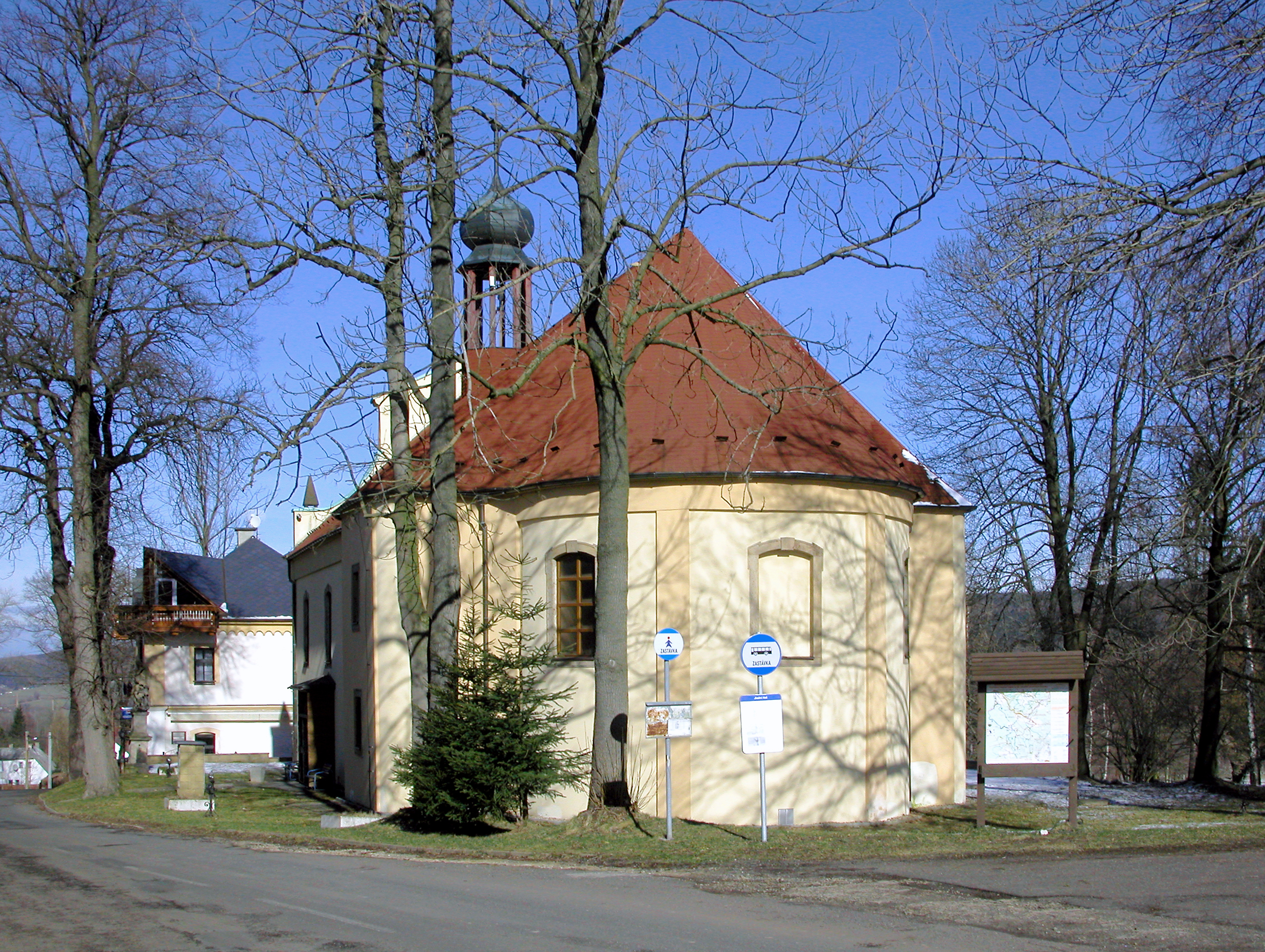
Église Saint-Michel.

## Transports
Par la route, Brandov se trouve à 30 km de Chomutov, à 32 km de Most, à 73 km d'Ústí nad Labem et à 121 km de Prague.